# 牛志忠
牛志忠（1955年3月—），男，河北乐亭人。原中国人民武装警察部队参谋长，武警中将警衔。中国共产党第十八届中央委员会候补委员，第十届全国人大代表。
牛志忠于1970年加入中国人民解放军，长期在第38集团军任职。1996年出任武警第114师师长，2000年任武警西藏总队总队长，同年晋升为武警少将警衔。2003年任武警广东省总队总队长。2007年出任武警部队副参谋长，2009年升任武警部队参谋长。2010年7月晋升为武警中将警衔。2015年7月任武警部队副司令员。

## 落马
2016年4月，香港媒体报道牛志忠因“涉嫌违纪”，已于2月被带走调查。2016年10月27日，中共十八届六中全会发布公报，公报称，全会审议通过了中共中央军事委员会关于范长秘、牛志忠严重违纪问题的审查报告，确认中央政治局之前作出的给予范长秘、牛志忠开除党籍的处分。牛志忠是中共十八大以来武警部队落马的最高阶将领。